# Шоппиярви
Шоппиярви — пресноводное озеро на территории Луусалмского сельского поселения Калевальского района Республики Карелии.

## Общие сведения
Площадь озера — 1,5 км². Располагается на высоте 172,4 метров над уровнем моря.
Форма озера продолговатая: оно почти два километра вытянуто с запада на восток. Берега каменисто-песчаные, местами заболоченные.
С северо-западной стороны озера вытекает река Шоппийоки, которая с правого берега впадает в Валазреку, которая, в свою очередь, впадает в Топозеро.
Населённые пункты и автодороги вблизи Шоппиярви отсутствуют.
Код объекта в государственном водном реестре — 02020000411102000000360.